# Kruiskerk (Geleen)
De Kruiskerk was een Hervormd kerkgebouw te Geleen, gelegen aan Parklaan 25.

## Geschiedenis
In 1944 splitste de Hervormde gemeente van Geleen zich af van die van Sittard. Men kerkte al sedert 1920 in de zogeheten Tunnelkerk te Lutterade. Dit was een houten noodkerk aan de Tunnelstraat, later de Houtmanstraat genoemd, en gebouwd door de Staatsmijnen. Deze kerk deed dienst tot 1987 dienst als Hervormd kerkgebouw en werd in 1990 gesloopt.
De groei van de gemeente leidde in 1953 tot een nieuwe splitsing, namelijk in Geleen-West en Geleen-Oost. Men kerkte nog in de Tunnelkerk, maar met eigen diensten en een eigen dominee. In 1955 werd, naar ontwerp van Bart van Kasteel, de Kruiskerk gebouwd voor Geleen-Oost, zo genoemd omdat in de wand een kruis was uitgespaard. De kerk kon 350 gelovigen bevatten en werd in 1956 als de modernste van Nederlands-Limburg beschouwd. Van Kasteel ontwierp ook delen van het kerkmeubilair, waaronder een wandkleed dat de Wonderbare Broodvermenigvuldiging verbeeldde. Karel Appel ontwierp een kleurig glas-in-betonraam (1956), dat na de verkoop van de kerk uiteindelijk in de Nuenense Regenboogkerk (1999) zou terechtkomen.
In 1989 kwam de Samen-Op-Weg gemeente Geleen-Beek-Urmond tot stand en in 1992 werd besloten tot afstoten van de Kruiskerk. Sloop volgde in 1994 en op de plaats van de kerk verrees een appartementencomplex.

## Gebouw
Het betreft een modernistisch doosvormig kerkgebouw, waarvan de onderkant uit betonblokken, de bovenkant en dak uit gewapend beton was opgetrokken. Licht kwam binnen via lichtkokers.